# 羅馬尼亞國家銀行

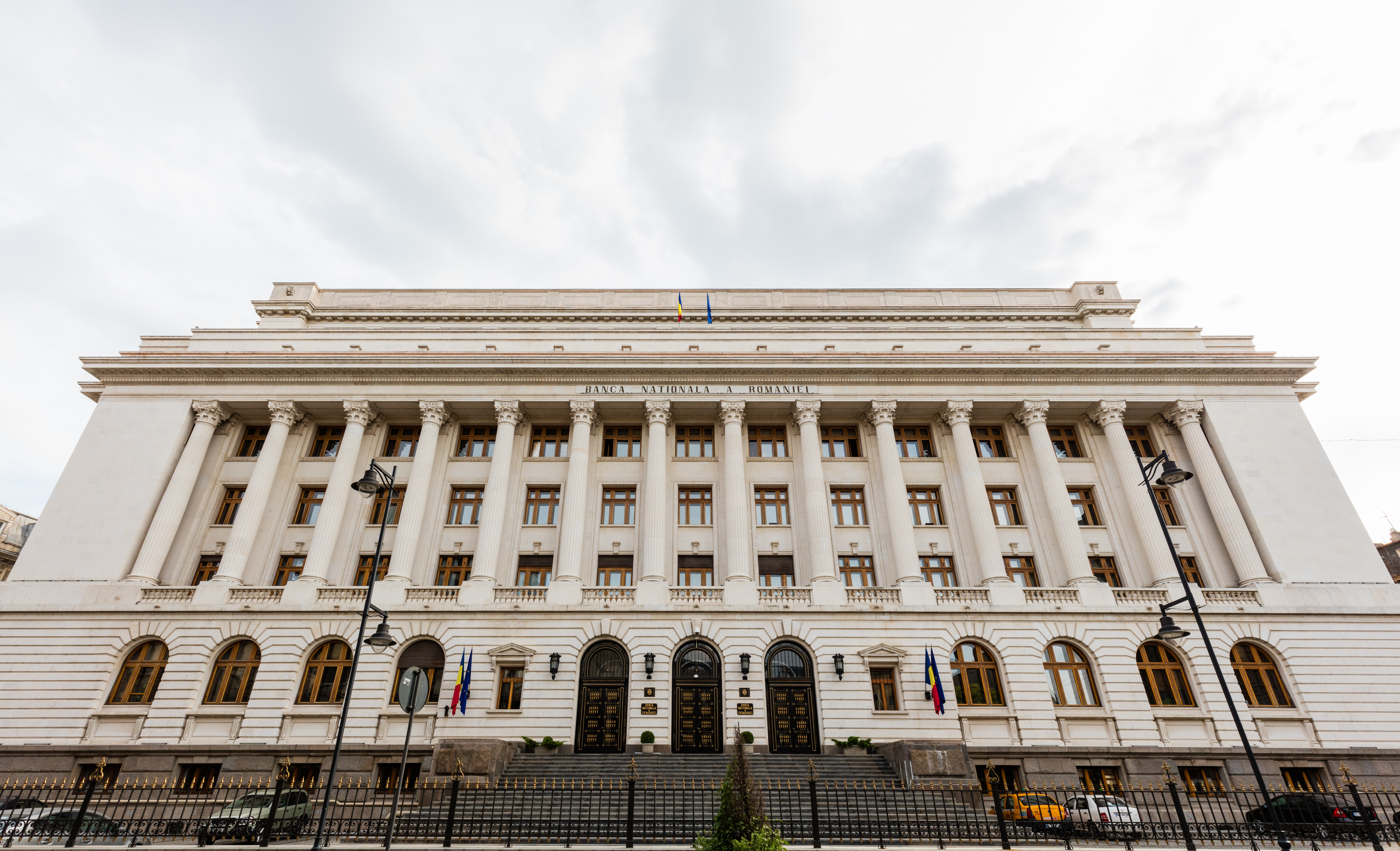
羅馬尼亞國家銀行，攝於2016年

羅馬尼亞國家銀行（羅馬尼亞語：Banca Națională a României，BNR）是羅馬尼亞的中央銀行，成立於1880年四月，位於羅馬尼亞首都布加勒斯特。羅馬尼亞國家銀行是羅馬尼亞列伊的發行單位，因此羅馬尼亞國家銀行掌管羅馬尼亞的貨幣政策，管理外匯儲備和匯率。羅馬尼亞國家銀行大樓是布加勒斯特的地標性建築之一。

## 外部連結
- 官方网站

44°25′57.34″N 26°5′57.83″E / 44.4325944°N 26.0993972°E